# تاكاماسا سوجياما
تاكاماسا سوجياما (باليابانية: 杉山 天真) (26 يونيو 1998 في نارا في اليابان – )؛ هو لاعب كرة قدم ياباني سابق كان يلعب كمدافع.

## وصلات خارجية
- تاكاماسا سوجياما على موقع رابطة كرة القدم اليابانية للمحترفين (اليابانية)